# Hypselodoris regina
Hypselodoris regina is een slakkensoort uit de familie van de Chromodorididae. De wetenschappelijke naam van de soort is voor het eerst geldig gepubliceerd in 1970 door Marcus & Marcus.